# Песах
 Пе́сах (от ивр. פֶּסַח‎, ашкеназ. пе́йсах / пе́йсох / па́йсох; арам. פִּסְחָא; рус. па́сха) — иудейский праздник в память об исходе из Египта, один из трёх паломнических праздников. Начинается вечером с 14 на 15 Нисана (сутки в еврейском календаре начинаются с вечера предыдущего дня), празднуется в течение семи дней в Израиле и восьми — вне Израиля. Почитается также караимами, самаритянами, мессианскими иудеями.
В Торе иудеям запрещено в течение праздника употреблять в пищу хлеб и любые другие продукты, содержащие зерновые, которые подверглись закваске (ивр. חָמֵץ‎, хаме́ц — «квасное»), ибо разбухание заквашенного теста ассоциируется с проявлениями злого начала (гордыней, ленью).
Также в первый вечер Песаха обязательно есть мацу, которая напоминает о внезапности раскрытия Божественного Присутствия, отменившего злое начало и создавшего возможность перехода евреев от покорности воле фараона к покорности воле Творца. Существуют разногласия относительно того, обязательно ли есть мацу в другие дни праздника.
Песах, наряду с Суккотом и Шавуотом, — один из трёх паломнических праздников, в которые в эпоху существования Храма иудеи приходили в Иерусалим.
В Израиле Песах — семидневный праздник, первый и последний дни которого — полноценные праздники и нерабочие дни. Промежуточные дни называются холь ха-моэ́д («праздничными буднями»). За пределами Израиля праздник длится восемь дней, из которых первые два и заключительные два — полноценные праздники.

## Название
У праздника «Песах» есть несколько названий:
1. Пе́сах (от פֶּסַח‎, паса́х — «миновал, прошёл мимо») — в память о том, что Всевышний миновал еврейские дома, уничтожая первенцев Египта.
2. Хаг ха-мацо́т («праздник опресноков») — в память о том, что евреи питались мацой в годы рабства, а также о том, что во время выхода из Египта тесто не успело закваситься.
3. Хаг ха-авив — «праздник весны», когда отмечается праздник. Месяц нисан также называется месяцем авив.
4. Хаг ха-херут («праздник свободы») — в память об исходе из Египта.

## История
В религиозной традиции праздник посвящён освобождению еврейского народа из египетского рабства. 210 лет евреи находились в рабстве у египтян (см. ком. Раши на Быт. 15:13).
Бог, чтобы освободить богоизбранный народ, послал на египтян десять казней, и только после десятой фараон отпустил евреев на свободу (Исх. 12:31—33). Согласно Торе (Исх. 12:22—23), Бог повелел евреям 14 нисана, накануне последней из десяти казней египетских (поражения первенцев), заколоть агнцев, считавшихся у египтян священными животными (см. ком. Раши к Быт. 46:34), испечь на огне их мясо, а их кровью пометить дверные косяки. В награду за самоотверженность, вопреки опасности быть побитыми египтянами камнями за убийство их священных животных (Исх. 8:26), в ночь 15 нисана Бог «прошёл мимо» (пасах) домов евреев, и они были спасены, в остальных же домах погибли все первенцы.
По мнению некоторых[каких?] исследователей, возникновение праздничного обряда связано с сезоном смены зимних пастбищ на летние, а обычай мазать дверные косяки кровью был магическим ритуалом защиты стад. При этом употребление в пищу опресноков, возможно, изначально было отдельным праздником, связанным с первым урожаем.
В Торе упомянуто о празднике Песах неоднократно. Помимо 12-й главы книги Исход, где рассказывается история возникновения праздника и подробно приведены законы, касающиеся порядка празднования, о Песахе говорится в Исх. 13:3—10, 23:15, 34:18, 25, Лев. 23:4—8, Чис. 28:16—25, Втор. 16:1—8, где вводятся уточнения и дополнения к законам Песаха. В Чис. 9:10—14 устанавливается заповедь о втором Песахе — для тех, кто не смог отпраздновать вовремя, вводится дополнительная возможность принести пасхальную жертву через месяц после праздника. О праздновании Песаха при вхождении евреев в землю Израиля говорится в Нав. 5:10—11. Затем, по свидетельству Библии, праздник Песах был забыт и возобновлён только в VII веке до н. э. при царе Иосии (4Цар. 23:21—23 и 2Пар. 35:1—19); по другой версии — в конце VIII века до н. э. при царе Езекии (2Пар. 30:1—21). В Езд. 6:19—22 описано празднование Песаха после возвращения из вавилонского плена. Также о Песахе упоминает пророк Иезекииль (Иез. 45:21—24).
После разрушения Храма в 70 году н. э. пасхальное жертвоприношение стало невозможным, и в празднование были внесены вынужденные коррективы. Центральным блюдом праздничной трапезы вместо мяса пасхального агнца стала маца, соответствующие изменения внесли в текст читаемых за столом молитв.

## Заповеди

### Кашрут на Песах

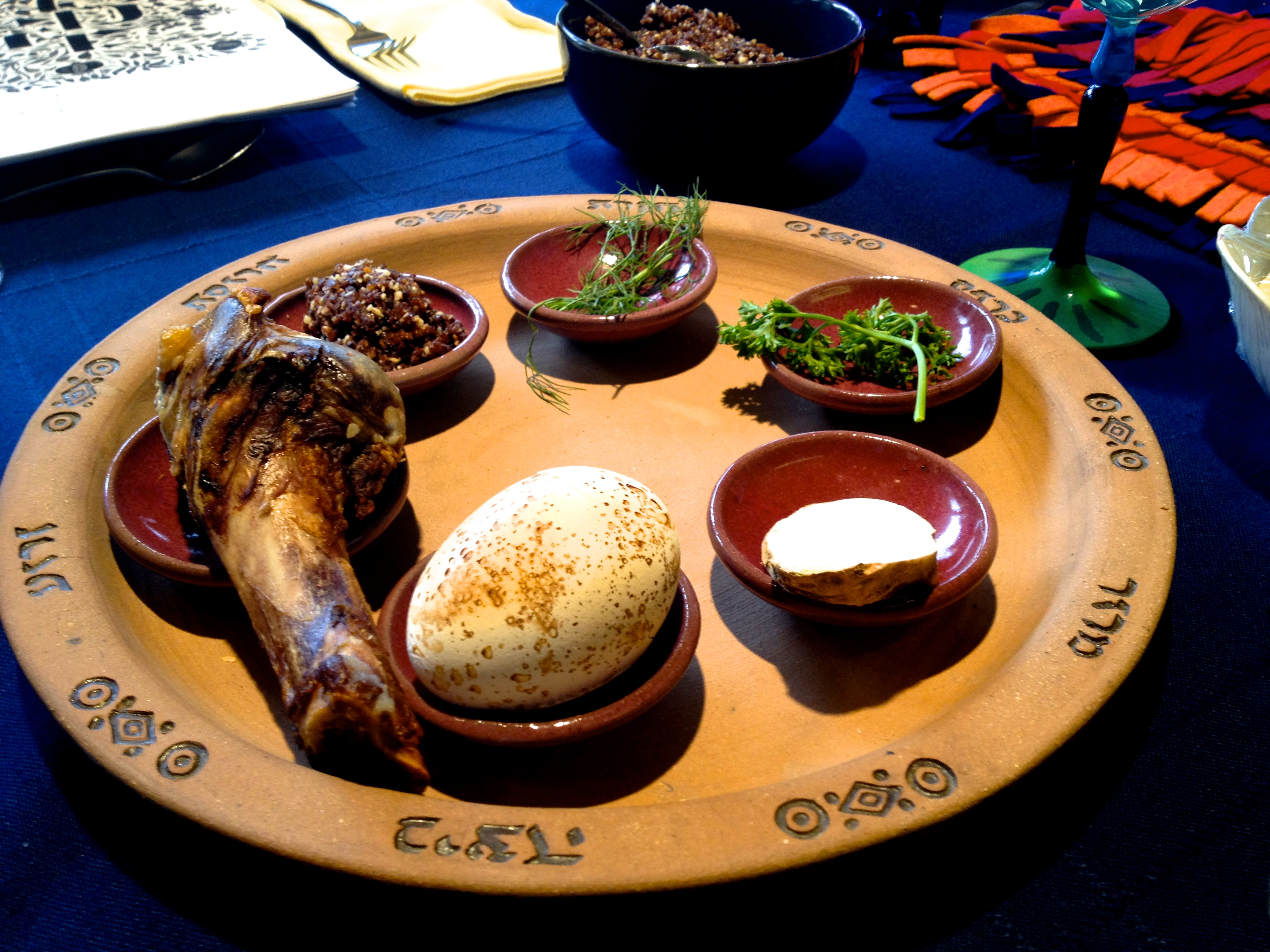
Тарелка для седера на Песах

#### Квасное
Хаме́ц (חמץ‎ — «заквашенное, квасное»). Во время праздника Песах к обычным правилам кашрута добавляются специфические запреты, связанные с квасным (хамец). Во все дни праздника запрещено не только есть, но и владеть квасным в любом виде. Пригодные для Песаха продукты (кошер ле-песах), можно есть круглый год.

##### Устранение квасного
Религиозные еврейские семьи обычно проводят недели до праздника в домашней уборке. Цель — устранить квасное (хамец) из всех шкафов и углов дома. Поиск квасного часто превращается в генеральную уборку, детские комнаты и кухни обыскиваются в поисках остатков в буфетах, под кроватями. Даже в нерелигиозных семьях Песах — повод провести генеральную уборку. Хотя галаха требует устранения квасного размером крупнее оливки, многие вычищают дом от квасного до последней крошки.
Параллельно семья старается доесть к началу праздника все наличные запасы квасного (хлеб, макароны, печенье, суповые смеси).

##### Продажа квасного
Хамец, который представляет материальную ценность (например, спиртные напитки, изготовляемые из злаков), разрешается продать перед Песахом нееврею. Продажа квасного организуется местным раввином, который становится «агентом» всех религиозных евреев общины, через процедуру, называемую мехират хамец («продажа квасного»). Как агент, раввин «продаёт» весь хамец нееврею по цене, которая должна быть согласована после праздника, а до того нееврея просят уплатить символический начальный взнос, при условии доплатить остаток после Песаха. Когда праздник заканчивается, раввин связывается с неевреем, чтобы выкупить хамец общины обратно.
Такая «продажа» считается обязательной согласно галахе, причём каждый хозяин должен сложить весь хамец, который он продаёт, в коробку или ящик и предполагать, что в любой момент праздника нееврейский покупатель может прийти забрать или воспользоваться своей долей. Аналогично, религиозные евреи-владельцы магазинов продают хамец нееврею, полностью осознавая, что новый «владелец» может затребовать свою собственность. Иудеи продают хамец соседям-неевреям с риском, что последние не вернут его обратно.

##### Поиск квасного (бдикат хамец)
После наступления темноты 14 нисана проводится поиск квасного (бдикат хамец). Глава семьи при этом читает специальное благословение «об устранении квасного» (על ביעור חמץ — аль биур хамец), после чего переходит из комнаты в комнату, чтобы проверить, что нигде не осталось крошек. Существует обычай выключать в обыскиваемой комнате свет и проводить поиски, используя свечу, перо и деревянную ложку, свеча эффективно освещает углы, не отбрасывая тени, перо может выметать крошки из труднодоступных мест, а деревянную ложку, которой собирают крошки, можно сжечь на следующий день вместе с квасным.
Существует также традиция перед поиском прятать в доме тщательно завёрнутые в алюминиевую фольгу или пластиковую плёнку десять кусочков хлеба. Это гарантирует, что глава семьи найдёт какой-нибудь хамец, и его благословение не пропадёт даром.

##### Сжигание квасного (биур хамец)
Наутро все квасные продукты, найденные при поиске, сжигаются (биур хамец).
Глава семьи объявляет любой хамец, который не был найден, «недействительным» «как прах земной». Если же хамец будет во время Песаха действительно найден, его необходимо сжечь или сделать непригодным для пищи.

#### Посуда на Песах

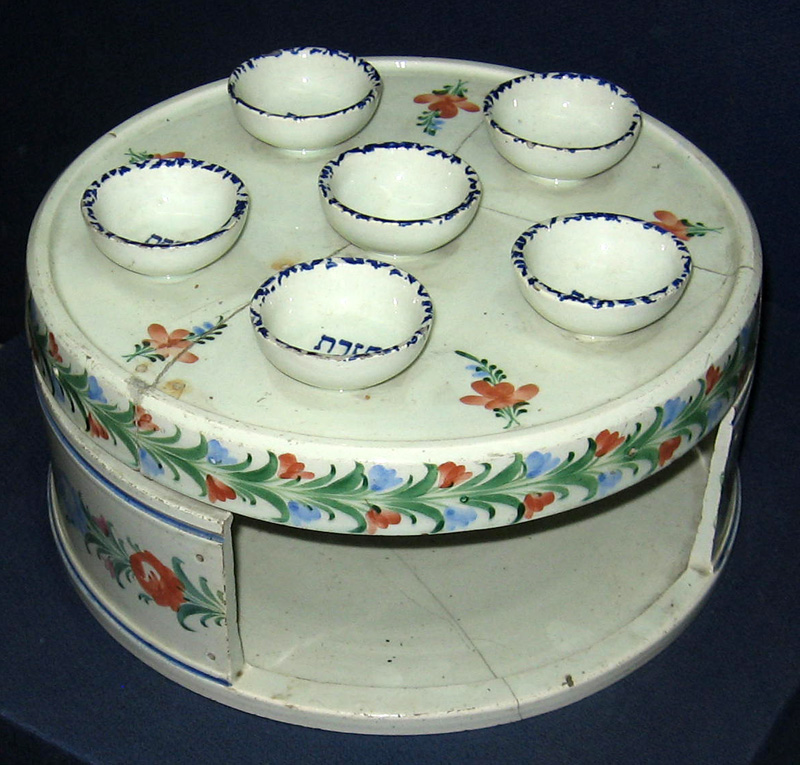
Пасхальное блюдо, XIX век, фаянс

Из-за строгого отделения хамеца на Песах, в религиозных еврейских семьях, как правило, есть полный комплект посуды специально для Песаха. Ашкеназские семьи, которые покупают к празднику новую посуду, сначала погружают её в кипяток, чтобы убрать любые следы масел или материалов, которые могли содержать хамец (агалат келим). Сефардские семьи, использующие на Песах те же стаканы, что и в течение всего года, тщательно их перед этим моют.

### Пост первенцев
Утром накануне Песаха начинается пост мужчин-первенцев в память о спасении первенцев Израиля во время «Казни первенцев», одной из десяти казней египетских.
Однако фактически большинство первенцев постятся лишь до окончания утреннего богослужения в синагоге. Согласно традиции, тот, кто принимает участие в трапезе по поводу радостного события, освобождается от необходимости поститься. Поэтому перед Песахом существует распространённый обычай заканчивать изучение раздела Мишны или Талмуда и в честь этого устраивать в синагоге праздничную трапезу перед Песахом. Таким образом, все участники этой трапезы освобождаются от поста.

### Пасхальная жертва
Во времена существования Храма в Песах приносилась жертва в виде заклания животного, которая называлась корба́н пе́сах («пасхальная жертва»). Согласно Торе, каждая семья (или группа семей, если они в отдельности слишком малы для съедания целого ягнёнка) должна отведать одного ягнёнка вечером до полуночи на 15 нисана. Ягнёнок не мог быть заколот тем, во владении кого есть квасное. Ягнёнок должен был быть испечен на огне и съеден вместе с мацой и маро́ром («горькими травами»). Нельзя было ломать у жертвы кости. Нутряной жир от жертвы должен был быть сожжён на жертвеннике до утра.
Однако после разрушения Храма жертвы уже не приносились, поэтому рассказ о пасхальной жертве пересказывается на пасхальном седере, а на блюде седера её символически представляет зро́а (жареная баранья голень, куриное крыло или ножка), которые не употребляются в пищу, но участвуют в ритуале.

### Седер Песах

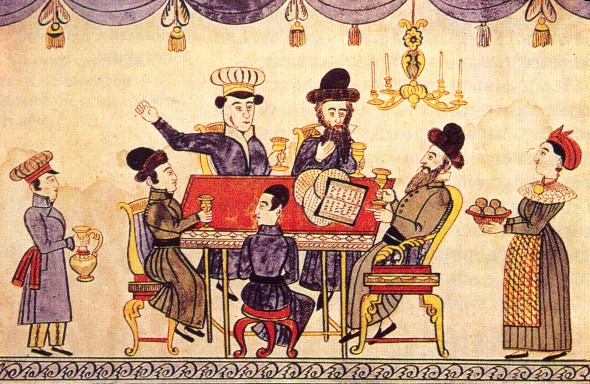
Празднование Песаха. Украинский лубок XIX века

Центральное событие праздника — пасхальный вечер (лейл а-седер или седер-песах, или просто се́дер / се́йдер / са́йдэр).
Проведение седера тщательно регламентировано и состоит из множества элементов. В эту ночь иудеи должны прочитать пасхальную Агаду, где рассказывается об исходе из Египта, и провести пасхальную трапезу в соответствии с традицией.

#### Чтение Пасхальной Агады
В первый вечер Песаха (за пределами Израиля — два первых вечера) каждый религиозный еврей должен читать рассказ об исходе из Египта.

#### Четыре чаши
Во время седера существует обязанность выпить четыре чаши вина или виноградного сока. Виноградный сок тоже считается вином и может использоваться на седере (особенно для детей, женщин и недомогающих), если он приготовлен согласно требованиям кошерности для вина. Это относится и к мужчинам, и к женщинам. Согласно Мишне, их должен выпить даже самый бедный человек. Каждая чаша служит вступлением в следующую часть седера. Четыре чаши символизируют четыре обетования в Исх. 6:6—8:
Итак скажи сынам Израилевым:
Я Господь, и выведу вас из-под ига Египтян, и избавлю вас от рабства их,
и спасу вас мышцею простёртою и судами великими;
и приму вас Себе в народ и буду вам Богом, и вы узнаете, что Я Господь, Бог ваш, изведший вас из-под ига Египетского;
и введу вас в ту землю, о которой Я, подняв руку Мою, клялся дать её Аврааму, Исааку и Иакову, и дам вам её в наследие. Я Господь.
Кроме этих четырёх чаш на стол ставится (но не выпивается) дополнительная пятая чаша — «чаша для Илии». Пять кубков вина, разбавленных 1:4 (одна часть вина и три части воды) — обычай Маймонида и Саадьи гаона.

#### Афикоман
Трапезу завершает афикоман — завершающее блюдо. Во времена Храма афикоманом была пасхальная жертва, а после его разрушения — кусок мацы, который отламывают в начале седера. Афикоман принимают перед вкушением третьей чаши «искупления».

#### Маца

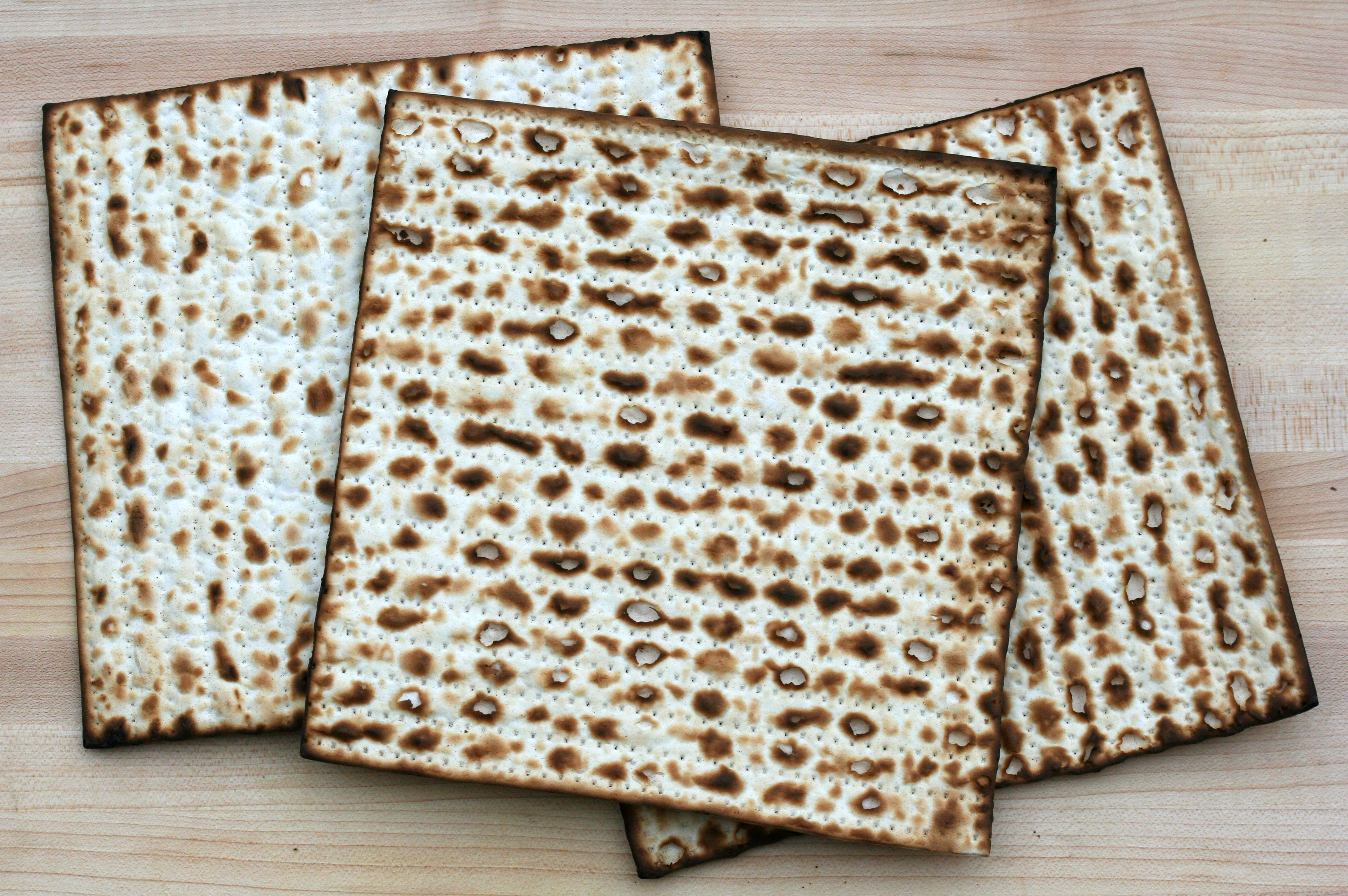
Маца машинного изготовления

Заповедь предписывает съесть на седере по меньшей мере один кусок мацы размером с оливку. Ритуал седера предусматривает за вечер несколько моментов, в которые съедается маца. Йеменские евреи, иракские евреи, марокканские евреи используют мягкую мацу.

##### Выпекание мацы
Маца для праздника выпекается в течение предпраздничных недель. В ортодоксальных иудейских общинах мужчины традиционно собираются в группы для совместного ручного выпекания специальных листов мацы, называемых маца шмура («сохранённая маца», имеется в виду, что пшеница охраняется от контакта с водой со дня срезания летом до выпекания мацы для последующего Песаха). Маца должна выпекаться за 18 минут, иначе начнётся процесс брожения, и маца станет некошерной на Песах. 

#### Марор
В течение седера в различные моменты ритуала предписывается попробовать горькую зелень (от хрена до листьев салата) — маро́р.

## Праздничная неделя

### Исру хаг
Следующий день после праздника Песах называется исру хаг. Этот день служит для связи крупнейших праздников (Песах, Шавуот, Суккот) с остальными днями в году.

### Отсчёт дней Омера
С ночи второго дня Песаха начинается отсчёт дней Омера. Во времена Храма днём первого дня приносили туда сноп (омер) ячменя из нового урожая. До принесения омера в Храм евреям запрещалось пользоваться новым урожаем. После разрушения Храма запрещено есть новый урожай до вечера второго дня Песаха.
Отсчёт дней Омера ведут в течение 49-и дней, после чего на 50-й день празднуется Шавуот. При счёте считают как дни, так и недели, например, на первый день говорят «сегодня первый день по Омеру», а на 8-й — «сегодня 8 дней, которые составляют неделю и один день по Омеру». Йеменские евреи отсчитывают дни омера по-арамейски, ашкеназы и сефарды по-еврейски.

### Седьмой день Песаха
Согласно Торе, Всевышний повелевает: «в седьмой день также священное собрание; никакой работы не работайте» (Лев. 23:8). Однако не указывается причина праздника. В этот день воды Красного моря расступились перед евреями и поглотили преследовавшего их фараона (Исх. 14:21–29). В память об этом в этот день читают отрывок из Торы, посвящённый данным событиям, включающий «Песнь на море».
Существует обычай идти к морю, реке или другому водоёму (в крайнем случае к фонтану) и петь там «Песнь на море».

## Отличие иудейского Песаха от христианской Пасхи
Христианская Пасха посвящена воскресению из мёртвых Иисуса Христа (1Кор. 11:26 «Ибо всякий раз, когда вы едите хлеб сей и пьете чашу сию, смерть Господню возвещаете, доколе Он придет», и с исходом евреев из Египта связана непосредственно, в виде соответствующих библейских текстов, прочитываемых за христианским пасхальным богослужением. Жертва пасхального ягнёнка в христианском богословии рассматривается в качестве прообраза добровольного самопожертвования Иисуса во искупление грехов мира.
Пасхальный ужин (седер) Иисуса с учениками в христианской традиции получил название «Тайной вечери» и стал прообразом таинства Евхаристии (причастия). Во время Вечери Иисус уподобляет себя самого пасхальному агнцу и, произнося традиционное благословение над вином (кидуш), называет вино «своей кровью», в которой отныне для уверовавших в него устанавливается Новый завет (Лк. 22:20).

### Свидетели Иеговы
Свидетели Иеговы отмечают Вечерю Господню 14 нисана с мацой и вином, которые, однако, не пьют и не едят.

## Песах у самаритян
Самаритяне празднуют Песах на священной горе Гризим, где приносят жертву (в жертву приносится единица скота). Такие отличия от иудейского празднования связаны с тем, что самаритяне признают исключительно письменную Тору и не признают Устную, включая Талмуд.